# Martin Knutzen
Martin Knutzen (ur. 14 grudnia 1713 w Królewcu, zm. 29 stycznia 1751 w Królewcu) – niemiecki filozof, zwolennik Christiana Wolffa i nauczyciel Immanuela Kanta, którego zapoznał z fizyką Isaaca Newtona.